# 県犬養筑紫
県犬養 筑紫（あがたいぬかい の ちくし）は、飛鳥時代から奈良時代にかけての貴族。姓は宿禰。官位は従四位下・造宮卿。

## 経歴
慶雲2年12月（706年1月）従六位下から四階昇進して従五位下に叙爵。元明朝から元正朝にかけて、和銅4年（711年）従五位上、和銅8年（715年）正五位下、養老3年（719年）正五位上と順調に昇進する。この間の霊亀2年（716年）志貴皇子の薨去に際して、六人部王と共に葬儀を監護するために派遣されている。
聖武朝の神亀元年（724年）4月18日卒去。最終官位は造宮卿従四位下。

## 官歴
『続日本紀』による。
- 時期不詳：従六位下
- 慶雲2年（705年） 12月27日：従五位下
- 和銅4年（711年） 4月7日：従五位上
- 和銅8年（715年） 4月25日：正五位下
- 養老3年（719年） 正月13日：正五位上
- 時期不詳：従四位下。造宮卿
- 神亀元年（724年） 4月18日：卒去（造宮卿従四位下）